# Albaneto
Albaneto, frazione del comune di Leonessa, posta ai piedi del Monte di Cambio, appartiene al Sesto di Poggio e dista circa 9,56 km dal capoluogo.

## Amministrazione civica
Attraverso l'Università agraria o Sestiere, la frazione gode di autonomia per l'amministrazione separata dei beni di uso civico.
L'Università Agraria di Albaneto fa parte della Comunità Montana Montepiano Reatino.

## Storia
La fondazione si identifica con quella del Castello di Poggio Lupo risalente al VII-VIII secolo, nel luogo oggi denominato "La Rocchetta". Con il suo antico nome Poggio Lupo, si formerà poi a Leonessa, il Sesto di Poggio o Poggiolupo. La famiglia Mongalli, originaria di Poggio Lupo, abbandonando la rocca, fondò insieme ad altre famiglie dell'altopiano, la città di Leonessa. Inoltre, i Mongalli ebbero più volte, nel periodo rinascimentale, l'investitura più importante dell'epoca (capitano).  Ancora oggi vengono citati con il nome Mongalli i palazzetti più  importanti della piazza principale a Leonessa.
Ai piedi del vecchio castello di Poggio Lupo, ormai abbandonato, si sviluppò, con le altre famiglie originali (Giuliani, Barberini, Stocchi, Santelli, Picarelli, Feliziani), l'attuale borgo di Albaneto, cresciuto intorno alla chiesa monumentale di Santa Maria Annunziata, già citata in una Bolla pontificia di papa Lucio III del 1182. Vi sono inoltre altre tre chiese, una dedicata al patrono San Nicola di Bari (VII-VIII secolo), la seconda alla Madonna degli Angeli (XVIII secolo) e l'altra dedicata al  Crocifisso (XI secolo).
Il nome della frazione, unitamente al Santo patrono San Nicola, rimandano direttamente alle comunità greco-epirota giunte in Italia a seguito della conquista ottomana dei balcani nel XV secolo.